# Puebla de Don Rodrigo
Puebla de Don Rodrigo là một đô thị thuộc Ciudad Real, Castile-La Mancha, Tây Ban Nha. Đô thị này có dân số là 1.327.